# Gérson (ur. 1941)
Gérson właściwie Gérson de Oliveira Nunes (ur. 11 stycznia 1941 w Niterói) – brazylijski piłkarz, grający na pozycji pomocnika.
Grał w reprezentacji Brazylii na Mistrzostwach Świata w Anglii w 1966 oraz w Meksyku w 1970. Jest uznawany za jednego z najlepiej podających graczy w historii mistrzostw. Na Mistrzostwach Świata w Anglii w 1966 nie grał dobrze, za to w 1970 w Meksyku był ważną częścią zwycięskiego zespołu. W reprezentacji Brazylii zagrał 70 razy i strzelił 14 bramek.